# Rob Cordemans
Robbie (Rob) Cordemans (Schiedam, 31 oktober 1974) is een Nederlands honkballer, die namens zijn vaderland viermaal deelnam aan de Olympische Spelen: 'Atlanta 1996', 'Sydney 2000', 'Athene 2004' en 'Beijing 2008'. Bij die gelegenheden eindigde de rechtshandige werper met zijn team op respectievelijk de zesde, de vijfde, de zesde en de zevende plaats.

## Jeugd
Cordemans begon pas op tienjarige leeftijd met honkballen, bij SV&HV Schiedam. Hierna is hij naar The Hawks in Dordrecht gegaan. Hij begon in de jeugdteams als korte stop waar zijn vermogen tot werpen opviel. Een jaar later kwam hij in de aspiranten waar hij pitchingtraining kreeg.

## Hoofdklasse
Cordemans kwam in 1994 naar Neptunus, en verkreeg vrijwel meteen een basisplaats. Een jaar later won hij met de Rotterdamse ploeg zijn eerste van tot dusverre zes landstitels in de hoofdklasse.
In de Nederlandse competitie van 1999 was Cordemans de beste werper, onder meer dankzij het hoogste winstpercentage (.875). Een jaar daarvoor was hij al uitgeroepen tot de Meest Waardevolle Speler van de strijd om de landstitel (play-offs). In 2002 werd Cordemans opnieuw uitgeroepen tot beste werper van de hoofdklasse. De pitcher van Neptunus kwam met tien zeges en twee nederlagen tot een puntengemiddelde van 0.47. Ook in 2003 ontving hij, met twaalf overwinningen en één nederlaag (0.93), deze titel. In 1996 ontving Cordemans de zogeheten Guus van der Heijden Memorial Trophy voor de beste international onder 23 jaar.
In 2006 stapte Cordemans van het Rotterdamse Neptunus over naar het Haagse ADO, om in 2008 uit te komen voor Sparta/Feyenoord. Aan het einde van het seizoen 2009 wisselde Cordemans weer van club, nu naar L&D Amsterdam waar hij zou blijven spelen.

## Nederlands team
Cordemans is al jarenlang een vaste waarde in het Nederlandse team. Hij maakte zijn debuut voor Oranje in 1995, en werd onder meer geselecteerd voor de wereldkampioenschappen van 1998, 2001 en 2003 en de Europese kampioenschappen van 1995, 1999, 2001, 2003 en 2005. Bij het WK van 1998 startte Cordemans op de heuvel, in de openingswedstrijd tegen de Verenigde Staten. Hij hield negen slagbeurten lang stand en bezorgde zijn ploeg daarmee een 3-1-overwinning.
Cordemans maakte ook deel uit van de selectie, die bij het WK honkbal (2005) in september geschiedenis schreef door voor het eerst de halve finales van een WK te bereiken. Gastland Nederland eindigde onder leiding van bondscoach Robert Eenhoorn uiteindelijk op de vierde plaats. Cordemans kwam in drie wedstrijden in actie en gooide hierin ruim dertien innings. Hij won twee duels en verloor er een. In december 2005 werd Cordemans opnieuw uitgeroepen tot beste werper van 2005.
Tijdens het Wereldkampioenschap honkbal 2009 werd Cordemans onderscheiden als Lid van Verdienste van de KNBSB.
Op 16 oktober 2011 was Cordemans de winnende werper toen Nederland in Panama wereldkampioen werd.

## Pitchingstijl
Cordemans is een secuur pitcher die focust op controle en de randen van de zone opzoekt. Vanwege zijn ondoorgrondelijke houding op de heuvel en rust is zijn bijnaam IJskonijn omdat een slagman nooit weet wat voor soort bal en waar deze kan verwachten en de pitcher zelf geen enkele emotie toont en stabiliteit uitstraalt. Cordemans gooit een fastball, curveball en change up.

## Records
Op 1 juli 2012 passeerde Cordemans in de wedstrijd tegen Sparta/Feyenoord in het klassement van meeste overwinningen Bart Volkerijk en kwam op 151 overwinningen. Momenteel staat hij op 189 overwinningen in de hoofdklasse. 
Op 14 juni 2018 verbrak hij ook een ander record van Volkerijk. Hij kreeg acht slagmannen uit in de wedstrijd tegen DSS en kwam op 1949 strike outs.
Johnny Balentina · 
Giel ten Bosch · 
Eric de Bruin · 
Peter Callenbach · 
Rob Cordemans · 
Jeffrey Cranston · 
Eddie Dix · 
Marlon Fluonia · 
Evert-Jan 't Hoen · 
Eelco Jansen · 
Marcel Joost · 
Adonis Kemp · 
Geoffrey Kohl · 
Marcel Kruijt · 
André van Maris · 
Edsel Martis · 
Paul Nanne · 
Tom Nanne · 
Byron Ward · 
Danny Wout
Sharnol Adriana · 
Johnny Balentina · 
Patrick Beljaards · 
Ken Brauckmiller · 
Rob Cordemans · 
Jeffrey Cranston · 
Michaël Crouwel · 
Radhames Dijkhoff · 
Robert Eenhoorn · 
Rikkert Faneyte · 
Evert-Jan 't Hoen · 
Chairon Isenia · 
Percy Isenia · 
Eelco Jansen · 
Ferenc Jongejan · 
Dirk van 't Klooster · 
Patrick de Lange · 
Raily Legito · 
Jurriaan Lobbezoo · 
Remy Maduro · 
Hensley Meulens · 
Ralph Milliard · 
Erik Remmerswaal · 
Orlando Stewart
Sharnol Adriana · 
Wladimir Balentien · 
Johnny Balentina · 
Patrick Beljaards · 
Maikel Benner · 
Yurendell de Caster · 
Ivanon Coffie · 
Rob Cordemans · 
Robin van Doornspeek · 
Dave Draijer · 
Evert-Jan 't Hoen · 
Chairon Isenia · 
Eelco Jansen · 
Sidney de Jong · 
Ferenc Jongejan · 
Eugene Kingsale · 
Dirk van 't Klooster · 
Patrick de Lange · 
Raily Legito · 
Calvin Maduro · 
Diego Markwell · 
Ralph Milliard · 
Harvey Monte · 
Alexander Smit
Sharnol Adriana · 
David Bergman · 
Leon Boyd · 
Yurendell de Caster · 
Rob Cordemans · 
Dave Draijer · 
Michael Duursma · 
Bryan Engelhardt · 
Percy Isenia · 
Sidney de Jong · 
Michiel van Kampen · 
Eugene Kingsale · 
Dirk van 't Klooster · 
Roel Koolen · 
Raily Legito · 
Diego Markwell · 
Shairon Martis · 
Martijn Meeuwis · 
Danny Rombley · 
Jeroen Sluijter · 
Tjerk Smeets · 
Alexander Smit · 
Juan Carlos Sulbaran · 
Pim Walsma